# Ancien palais de justice de La Roche-sur-Yon
L'ancien palais de justice de La Roche-sur-Yon est un ancien palais de justice situé place Napoléon, à La Roche-sur-Yon, en Vendée (France). Cet édifice a accueilli le tribunal entre 1815 et 1979, il a ensuite laissé la place au Conservatoire de musique. 
En 2028, le bâtiment accueillera le nouveau musée.

## Localisation
L'ancien palais de justice est situé au 27 place Napoléon, à La Roche-sur-Yon, dans le département de la Vendée.

## Histoire
En 1808, Napoléon Ier édicte un décret impérial d'urgence pour la construction d'un palais de justice qui fusionnerait une prison et un tribunal. La construction de cet édifice, qui s'étend de 1810 à 1815, vise à rehausser le prestige de l'institution judiciaire au sein de la ville. L'objectif est également d'améliorer les conditions d'incarcération en favorisant une approche plus humaine. En raison de la dégradation progressive de l'ancienne prison, devenue difficile à maintenir, le Conseil supérieur des prisons approuve, le 27 juillet 1907, la construction d'une nouvelle prison cellulaire d'une capacité de 45 places (38 pour les hommes et 7 pour les femmes). Celle-ci est opérationnelle en 1910. L'ancienne prison, désaffectée puis démolie, est remplacée en 1927 par un nouvel édifice abritant la poste. 
Le 22 mars 1906, un projet de construction d'un nouveau palais de justice pour remplacer l'ancien est initié. Les plans conçus par l'architecte départemental Georges Loquet sont établis, cependant, aucune réalisation concrète ne sera entreprise par la suite. Pendant l'été 1947, le premier procès des "kermesses" débuta à La Roche-sur-Yon. Il s'agissait d'un cas où l'évêque de Luçon plaidait en faveur des écoles libres. 
À la suite de la construction d'un nouveau tribunal en 1974, le bâtiment a subi des travaux de rénovation en 1979, sous l'administration de Jacques Auxiette. Cette initiative visait à adapter les locaux afin d'y installer le Conservatoire de musique. En 2028, l'ex-palais de justice accueillera après travaux, le nouveau musée de la ville.